# Nemonychidae
Los nemoníquidos (Nemonychidae) son una pequeña familia de coleópteros polífagos de la superfamilia Curculionoidea, considerados primitivos porque tienen las antenas rectas en vez de flexionadas, y debido a que se han encontrado fósiles que registran unas 60 especies. Se encuentran descritas 71 especies vivas en 21 géneros, posee 20 géneros extintos. Se encuentran en el Paleártico, Neártico, Neotropical y Australasia.
Como en los Anthribidae, el labro aparece como un segmento separado del clípeo, y los palpos maxilares son largos y proyectados. Los Nemonychidae tienen todos los ventritos libres, mientras que los Anthribidae tienen los ventritos 1-4 soldados o parcialmente fusionados. Los Nemonychidae carecen de carenas laterales en el pronoto, mientras que en Anthibidae suelen estar presentes, aunque pueden ser cortas.

## Biología y ecología
Son llamados a menudo gorgojos de flores de pino debido a que esta familia se encuentra altamente asociada a coníferas, especialmente a las Araucariaceaes las cuales albergan a casi la mitad de las especies. Encontrándose también en Podocarpaceae, Pinaceae, Fagaceae y Ranunculaceae. El único miembro que no se alberga en coníferas es del género Nemonyx. 
Las larvas poseen el aparato bucal adaptado para alimentarse exclusivamente de polen.

## Géneros seleccionados
- Cimberis des Gozis, 1882
- Doydirhynchus Dejean, 1821
- Neocimberis O'Brien & Wibmer
- Nemonyx Redtenbacher, 1845